# Misiones Cuatro
El Canal 8 de Posadas, más conocido como Misiones Cuatro, es un canal de televisión abierta argentino que transmite desde la ciudad de Posadas, provincia de Misiones. El canal se llega a ver en parte del Gran Posadas y zonas aledañas. Es operado por Comunicación Libre SRL.

## Historia
Inició sus transmisiones regulares en septiembre de 2005, con diversos comienzos y repentinos ceses de transmisión.
En enero de 2011, el canal fue censurado a través de Carlos Valenzuela quien era propietario minotario del canal poseía la señal a su nombre y decidió negociar con el gobierno la licencia.
Más tarde en febrero de 2011, el canal volvió a emitir gracias a que los trabajadores que pertenecían a la empresa no acompañaron el accionar de Valenzuela y lucharon hasta que unidos se lograron ubicar en otra señal con ayuda del resto de los socios de la empresa.
Canal 4 a través de emitirse en el Canal 8, inició entonces con nuevos trabajadores que se tomaron para volver a conformar el medio, bajo el nombre comercial Misiones Cuatro.

## Programación
Actualmente, parte de la programación del canal consiste en transmitir contenidos de origen informativo, entre ellos se destacan Amanecer misionero (noticiero de la mañana), Todo pelota (programa de fútbol), Abro debate (interés general) y Ronda deportiva (programa deportivo).